# Nový Svět (Borová Lada)
Nový Svět (německy Neugebäu) je malá vesnice, část obce Borová Lada v okrese Prachatice v Jihočeském kraji. Nachází se dva kilometry severně od Borových Lad. Je zde evidováno 35 adres. V roce 2011 zde trvale žilo 33 obyvatel. Současné osídlení je jen zbytkem dřívější vesnice – v roce 1930 zde žilo 302 obyvatel.
Nový Svět leží v katastrálním území Nový Svět u Borových Lad o rozloze 2,78 km².

## Historie
První písemná zmínka o vesnici pochází z roku 1760.

## Obyvatelstvo
| Rok            | 1869 | 1880 | 1890 | 1900 | 1910 | 1921 | 1930 | 1950 | 1961 | 1970 | 1980 | 1991 | 2001 | 2011 | 2021 |
| -------------- | ---- | ---- | ---- | ---- | ---- | ---- | ---- | ---- | ---- | ---- | ---- | ---- | ---- | ---- | ---- |
| Počet obyvatel | 237  | 330  | 337  | 357  | 356  | 344  | 302  | 93   | 104  | 87   | 39   | 41   | 36   | 33   | 26   |
| Počet domů     | 26   | 34   | 37   | 38   | 42   | 44   | 52   | 56   | 56   | 18   | 9    | 9    | 30   | 31   | 28   |

## Obecní správa
Do 25. listopadu 1971 byl Nový Svět samostatnou obcí, od 26. listopadu 1971 je částí obce Borová Lada, kdy se konaly obecní volby. V letech 1960–1971 k obci Nový Svět patřily i Nové Hutě.

## Pamětihodnosti
- Dům čp. 11
- Novosvětský klen, památný strom (49°0′48,5″ s. š., 13°40′11,9″ v. d.)

## Další fotografie

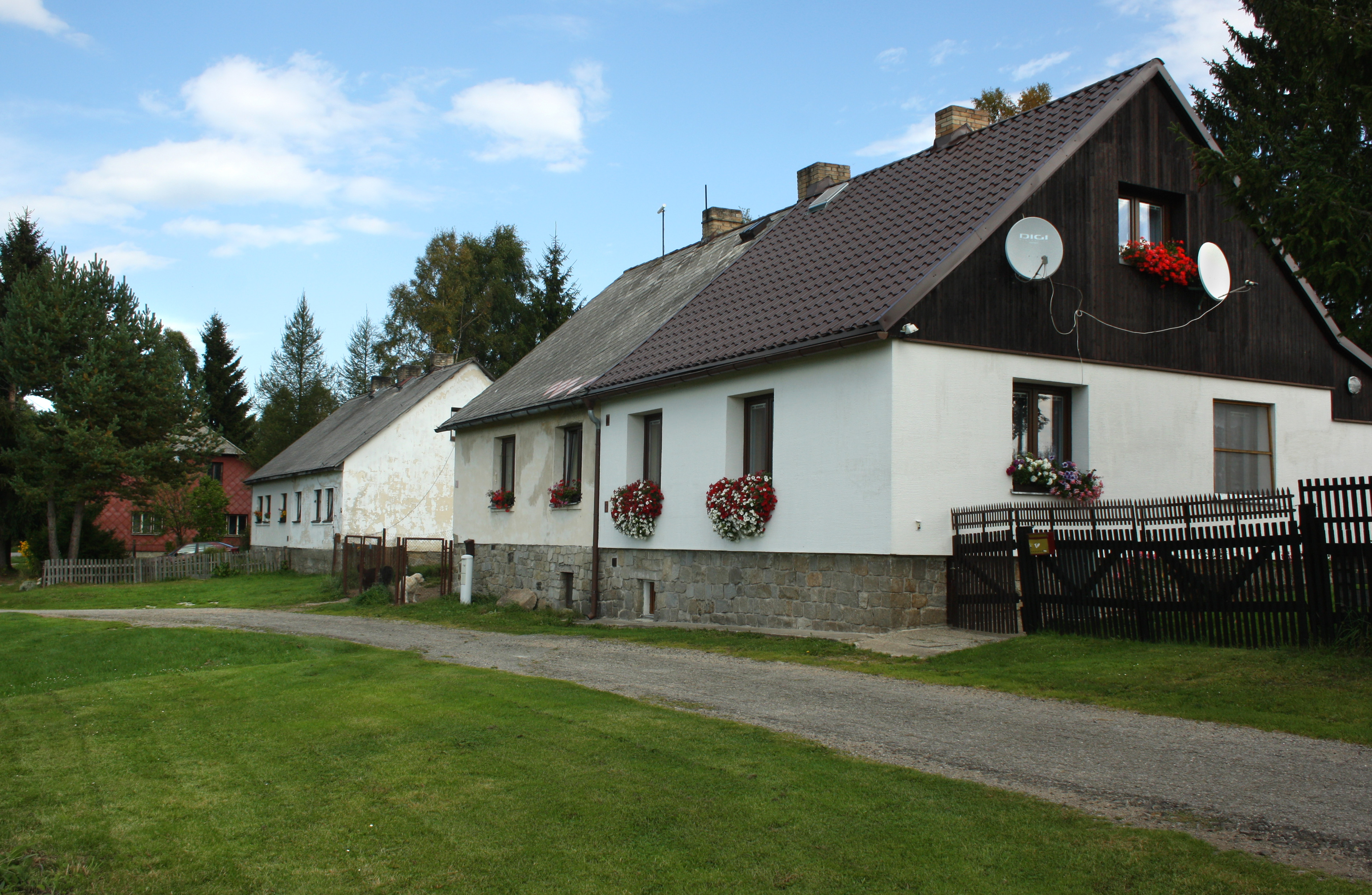
Domky na severu
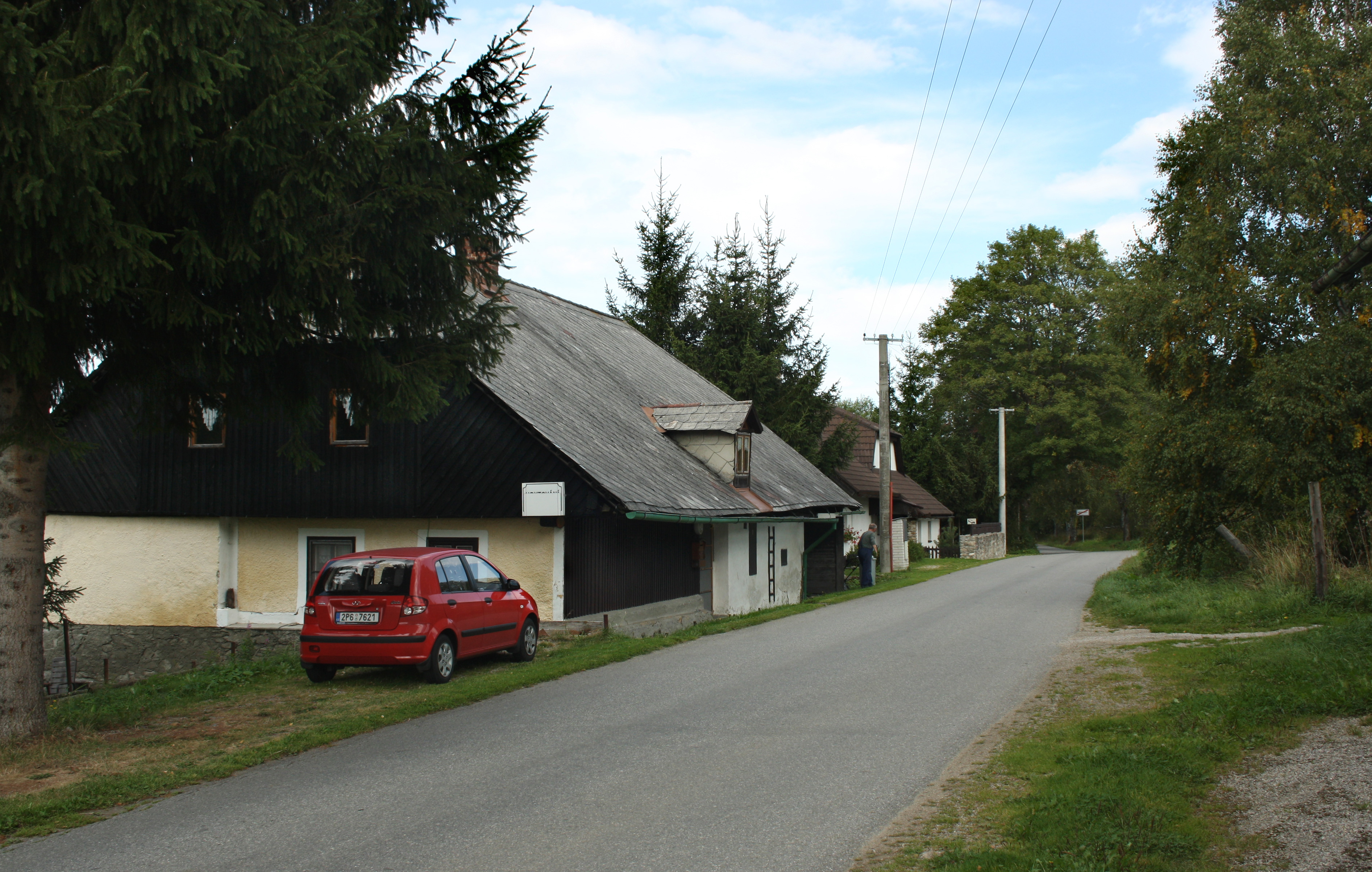
Hlavní silnice